# Јап
Јап или Вакаб (енгл. Yap State, јапс. Waqab) острвска је држава, једна од четири Савезне Државе Микронезије, смештене у западном делу Тихог океана. Највећи и главни град острва је Колонија са 3.126 становника по проценама из 2010.

На острву је и аеродром који послује у оквиру Јунајтед ерлајнса. 
.